# خاشتاراك
خاشتاراك (بالإنجليزية: Khashtarak)‏ هي municipality of Armenia تقع في أرمينيا في محافظة تاووش. يقدر عدد سكانها بـ 1,877 نسمة .